# Borković
Borković je hrvatska plemićka obitelj koja je potekla iz plemićkog roda Domagovića.
Plemićki status imaju od 1327. godine, kad je hrvatsko-ugarski kralj Karlo Robert Anžuvinac darovnicom dao posjed Domagović.
Poznati pripadnici obitelji su zagrebački biskup Martin Borković i crkveno-povijesni pisac Janko Borković.